# 샘 뉴먼

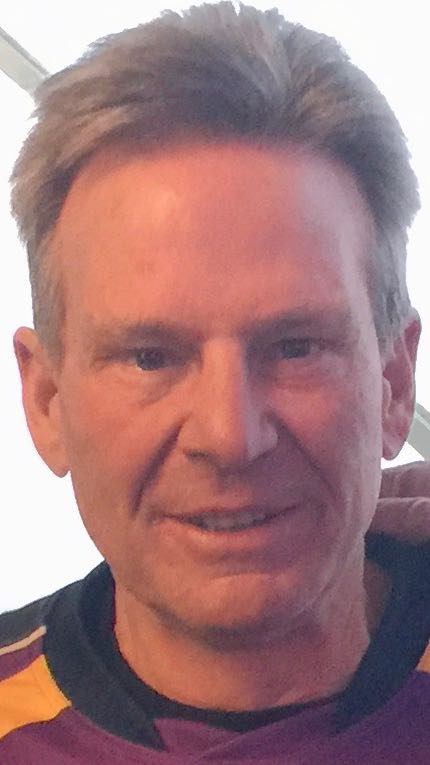

존 노엘 윌리엄 샘 뉴먼(1945년 12월 22일 ~ )은 오스트레일리아의 전 오지 풋볼 선수이자 방송인이다.

## 이슈
- 태권도를 조롱하다 다쳐[1] 실은 이것 때문에 유명해졌다.